# Louise Barnes
Louise Barnes (Johannesburg, 26 aprile 1974) è un'attrice sudafricana.

## Biografia
Laureata alla University of Witwatersrand in arti drammatiche, inizia a recitare in Sudafrica, per poi aprire un centro Bikram yoga negli USA, essendo anche una salutista. Vince diversi premi televisivi in patria soprattutto per le sue partecipazioni a note soap opera sudafricane.

## Filmografia parziale
- Suburban Bliss (1996)
- Egoli (1997-2000)
- Jozi-H (2006-2007)
- Surviving Evil (2009)
- L'affondamento del Laconia (2011)
- Scandal! (2009-2013)
- Black Sails (2014-2015)
- NCIS - Unità anticrimine (NCIS) - serie TV, 4 episodi (2019-2020)
- NCIS: Hawai'i - serie TV, episodio 1x15 (2022)

### videogiochi
- Dott.ssa Caitlyn Mahler in The Callisto Protocol

## Doppiatrici italiane
Nelle versioni in italiano delle opere in cui ha recitato, Louise Barnes è stata doppiata da:
- Alessandra Cassioli in NCIS: Hawai'i
- Sabine Cerullo in 9-1-1 (ep. 6x09)
- Barbara Sacchelli in 9-1-1 (ep. 6x12)
- Debora Magnaghi in The Callisto Protocol [1]